# Ruitzhof
Ruitzhof est un lieu de Rhénanie-du-Nord-Westphalie en Allemagne. Il est séparé du reste de l'Allemagne par les voies de la ligne ferroviaire belge de la Vennbahn, ce qui en fait une enclave.

## Géographie

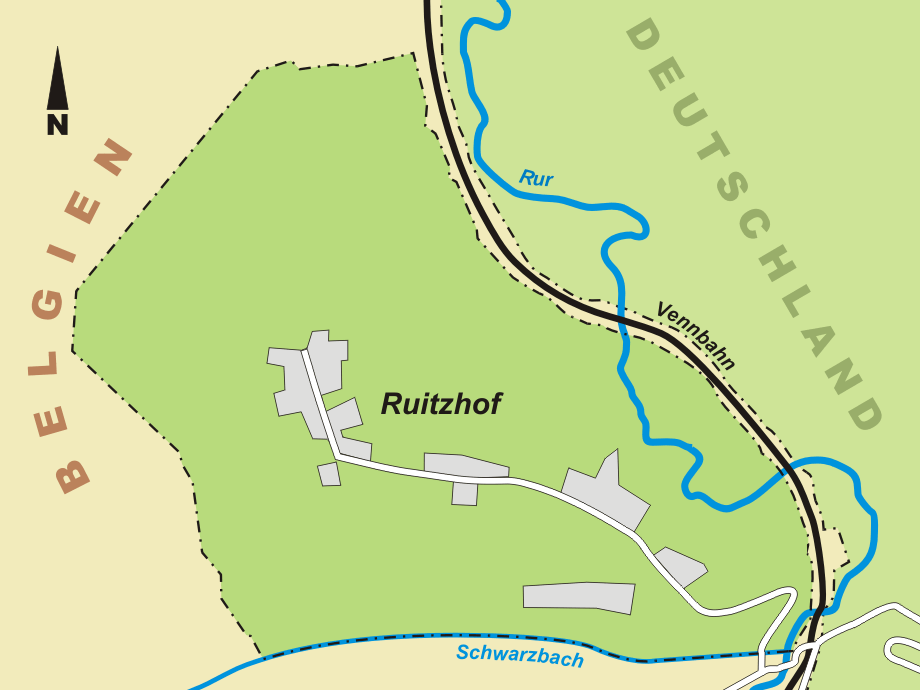
Carte de l'enclave de Ruitzhof.

Ruitzhof fait partie de la commune de Montjoie dans l'ouest de la Rhénanie-du-Nord-Westphalie, à la frontière entre l'Allemagne et la Belgique. Il s'agit d'une enclave allemande en territoire belge : le territoire est séparé du reste de l'Allemagne par les voies de la Vennbahn, qui forme à cet endroit une bande d'une vingtaine de mètres de large. La Vennbahn court le long de l'est de l'enclave. Celle-ci mesure environ 1,2 km de long sur 1 km de large, soit à peu près 0,937 km2.
La zone est essentiellement recouverte de champs et d'arbres, mais possède néanmoins quelques habitations. Le principal accès s'effectue par une route au sud-est.
L'enclave serait habitée par environ 70 personnes.

## Histoire
Avant la Première Guerre mondiale, la région de Ruitzhof fait partie de la Prusse. À la fin du XIXe siècle, une ligne ferroviaire, la Vennbahn (littéralement « voie des Fagnes ») est construite. Après la défaite allemande, le traité de Versailles, signé en 1919, conduit les cantons de l'Est à être rattachés à la Belgique au titre des réparations de guerre. La Belgique reçoit également les voies et les infrastructures de la Vennbahn, ce qui conduit à la création de cinq enclaves allemandes sur le côté ouest de la ligne, dont Ruitzhof,.
Lors de la Seconde Guerre mondiale, la zone est à nouveau annexée par l'Allemagne, supprimant les enclaves. Après la défaite allemande en 1945, la situation d'avant-guerre est rétablie.